# RAF Afalina
 (avril 2021).
Si vous disposez d'ouvrages ou d'articles de référence ou si vous connaissez des sites web de qualité traitant du thème abordé ici, merci de compléter l'article en donnant les références utiles à sa vérifiabilité et en les liant à la section « Notes et références ».
Le RAF Afalina était un minibus produit par la RAF de 1968 à 1972. Le véhicule utilisait la carrosserie de la RAF-977 mais utilisait le clip avant de la berline GAZ-21. Les mécaniciens de la RAF ont déclaré que le véhicule ressemblait à un dauphin.

## Histoire
En 1958, la RAF a sorti son tout premier minibus, la fourgonnette RAF-977, et ce fut un succès. En 1965, la RAF prévoyait de sortir une version plus axée sur les passagers, principalement commercialisée auprès d'acheteurs privés. Les sièges du véhicule ont été réduits de 9 à 6. Le véhicule a d'abord été conçu comme un prototype mais il a été décidé d'être produit, et en 1968, le véhicule a été appelé RAF Afalina et a été mis à la vente au public, pendant les premiers mois après sa sortie environ 39 unités ont été produites et vendues.
La RAF a vu que le véhicule ne réussirait pas car le marché de ces véhicules était presque inexistant et en 1972, le véhicule a été retiré de la gamme de la RAF sans remplacement direct. En 1976, la RAF a sorti le nouveau RAF-2203 et a arrêté le RAF-977 quelques mois plus tard, dont l'Afalina était principalement dérivé. Le véhicule est assez rare aujourd'hui car peu d'entre eux ont survécu.